# Drino ciliata
Drino ciliata là một loài ruồi trong họ Tachinidae.